# Корјажма
Корјажма (рус. Коряжма) град је у Русији у Архангелској области. Према попису становништва из 2010. у граду је живело 39641 становника.

## Становништво
| 1959.  | 1970.  | 1979.  | 1989.  | 2002.  | 2010.  |
| ------ | ------ | ------ | ------ | ------ | ------ |
| 11.191 | 33.230 | 42.793 | 41.795 | 42.811 | 39.641 |